# باتليون 1944
باتليون 1944 (بالإنجليزية: Battalion 1944)‏، هي لعبة فيديو من تطوير ستوديو بولكهيد إنتراكتيف، ومن نشر سكوير إنكس، صدرت عام 2016، وتعمل لمنصات مايكروسوفت ويندوز، بلاي ستيشن 4 وإكس بوكس ون، حيث أن هذه اللعبة مخصصة للعب الجماعي، اللعبة تتحدث عن فترة الجبهة الغربية بين القوات الأمريكية من جهة وبين القوات الألمانية من جهة أخرى، ويتوجب على اللاعبين قتل عدد أكبر ممكن لاعبي الخصوم لكلا الطرفين.

## المواقع الخارجية
- الموقع الرسمي
 (بالانكليزيه)